# Laténa
Laténa ist eine politische Gemeinde des Kantons Neuenburg in der Schweiz.

## Einzelnachweise

1924 ein Blick auf das zukünftige Gemeindegebiet von Laténa, rechts fehlt einzig Marin-Epagnier

## Geschichte
Per 1. Januar 2025 schlossen sich die ehemaligen Gemeinden Enges, Hauterive, Saint-Blaise und La Tène zur neuen Gemeinde Laténa zusammen. Der Sitz der Gemeindeverwaltung befindet sich in Saint-Blaise.